# 김정훈 (성우)
김정훈(1983년 8월 30일 ~ ) 은 대한민국의 성우로, 2012년 투니버스 성우극회 공채 8기로 입사했다.

## 주요 출연작품

### 애니메이션
- 명탐정 코난 (투니버스) - 남자2, 남학생, 경비, 형사1, 형사2, 감식반, 라인심판, 탁성환
- 괴도 키드 (투니버스) - 형사, 경찰3, 남학생3
- 도쿄 매그니튜드 8.0 (투니버스)
- 짱구는 못말려 12기 (투니버스) - 화이트 잭, 토네이도 죠
- 원피스 9기 (투니버스) - 부하3, 다이아몬드 죠즈
- 스켓 댄스 2 (투니버스) - 남학생1, 점장, 오기수, 왕자, 강도
- 치즈 스위트 홈 (투니버스) - 누렁이, 미미주인, 범이형님
- 말하는 강아지 마사 3 (투니버스) - 루이, 서장
- 럭키프레드 (투니버스) - 월리
- 테니스의 왕자 (투니버스) - 무로마치, 시시도, 아츠시
- 나루토 질풍전 (투니버스) - 다루이, 다이코쿠, 츠카도
- 닌자보이 란타로 (투니버스) - 그랑파보, 탄치치, 고마진, 아야베, 도나이
- 나루토 SD - 록 리의 청춘 닌자전 (투니버스)
- 지켜줘 롤리팝 (투니버스) - 칼리, 남학생4
- 웨딩피치 (투니버스) - 로즈 아빠
- 안녕 자두야 (SBS, 투니버스) - 돌돌이 아빠, 똥개, 교장
  - 안녕 자두야 스페셜 (투니버스) - 주례선생님
- 싱싱초밥단 코부시 (투니버스) - 주먹보, 장어
- 아이 엠 스타 (투니버스)
- 뛰뛰빵빵 구조대2 (KBS) - 코니, 용각류 대장, 이구아나
- 최강! 탑플레이트 (SBS)
- 탐험 드리랜드 (투니버스) - 마본바
- 쇼콜라의 마법 (투니버스)
- 놓지마 정신줄 (투니버스) - 사장, 나협박, 존롸도우, 요구르트준 아저씨
- 도깨비언덕에 왜 왔니? (투니버스) - 제페타
- 아라다 창세전 (투니버스) - 쿠구라
- 매일엄마3기 (투니버스) - 조기교육천사
- 마이 리틀 포니 (투니버스) - 맨티코어, 아울로위셔스, 소어린
- 마법돼지 핑키 (투니버스) - 미키
- 요괴워치 (투니버스) - 접시거북, 민호아빠, 요괴워치 제로타입
- 누가 내 궁디 좀 말려줘! (투니버스) - 할머니 엉덩이, 크랩팟
- 미르모 퐁퐁퐁 (투니버스) - 오로이
- 히어로스쿨Z (투니버스) - 젖소
- 언제나 괴짜가족 (투니버스) - 장기염, 포세이돈
- 트랜스포머 어드벤처 (투니버스) - 테라쇼크
- 해적왕 뉴트 (투니버스) - 불리
- 외계인이 나타났다 오노 (투니버스)
- 뱅글뱅글 타임루프 (투니버스)
- 빰빠라 빤쮸 (투니버스)
- 대롱대롱 요괴지롱 (투니버스)
- 링컨의 집에서 살아남기 (니켈로디언) - 아빠, 바비
- 원펀맨 (넷플릭스) - 올백맨
- 슈퍼 울트라 크레이지 괴짜들 (니켈로디언)
- 원시소녀 밀라 (디즈니)
- 만담강호 (좀바라)
- 명화마을 (좀바라)
- 오락왕 김봉구 (좀바라)
- 극강 매직스워드 (카툰 네트워크)
- 신비아파트: 고스트볼X의 탄생 두 번째 이야기 (투니버스) - 금돼지
- 신비아파트 스페셜: 철원의 숲속 퇴마사, 철궁이 - 강철이
- 포켓몬스터 XY (투니버스) - 파르토(87화)
- 히어로스쿨Z - 젖소
- 헬로 카봇 (KBS) - 스타피너
- 유레카! 발명왕 키트 (투니버스) - 아빠, 크래커
- 리틀펫샵
- 디지몬 어드벤처: (대원방송) - 쟈가몬
- 디지몬 고스트 게임 (재능TV) - 기가스몬
- 똘똘이의 그림일기 동요 (KBS) - 아빠

### 애니메이션 영화
- 원피스 12기 극장판 필름 Z - 해군 장병
- 명탐정 코난: 은빛 날개의 마술사 - 관제탑 부장 노준오 외
- 명탐정 코난: 11번째 스트라이커 - 장두만
- 명탐정 코난: 수평선상의 음모 - 감식반
- 명탐정 코난: 탐정들의 진혼가
- 명탐정 코난: 이차원의 저격수 - 빌 머피
- 명탐정 코난: 진홍의 연가 - 세키네
- 극장판 요괴워치: 탄생의 비밀이다냥! - 민호아빠/접시거북
- 괴물의 아이 - 건달3 외
- 보루토 - 나루토 더 무비 - 다루이/광고 나레이션
- 극장판 요괴워치: 염라대왕과 5개의 이야기다냥! - 얼룩덜룩
- 마이펫의 이중생활
- 짱구는 못말려 극장판: 습격!! 외계인 덩덩이 - 우주광
- 짱구는 못말려 극장판: 동물소환 닌자 배꼽수비대 - 방국봉, 박사
- 하이큐 극장판-승자와 패자 - 아오네 타카노부
- 하이큐 극장판-재능과 센스 - 마츠카와
- 하이큐 극장판-콘셉트의 싸움 - 야마가타 하야토
- 메리와 마녀의 꽃 - 플래너건
- 극장판 요괴워치: 하늘을 나는 고래와 더블세계다냥! - 고래
- 극장판 요괴워치: FOREVER FRIENDS- 왕씨, 왕장군
- 스페이스 치킨 - 마법부적의 비밀 - 페페
- 키코리키: 시간여행 - 두더지 사원
- 전설의 고향 구미호 (KBS) - 최부자

### 외화
- 자이언트 세이버 (투니버스) - 날씨 몬스터/나무 지킴이 몬스터/새우 병정2
- 어린이 경찰 (투니버스) - 감식반/인질범
- 엽기발랄 오렌지 (투니버스) - 공주
- 미라클 멜로디 (투니버스) - 크리스
- 퓨어엔젤 미라클 매직 (투니버스) - 옆집 아저씨
- 아브라함 (평화방송)
- 야곱 (평화방송)
- 백설공주 (디즈니) - 사냥꾼(안수 카비아)

### 내레이션
- 박완규의 스2라이크(온게임넷)
- 한판만(온게임넷)
- 리얼다큐 영매(GTV)
- 리얼다큐 사이킥(ETN)
- 더 지니어스 시즌4 : 그랜드 파이널(tvN) - 붕대맨
- 방송국의 시간을 팝니다(tvN) - 옥상표류기 성우
- 톡쏘는 사이(MBC) - 톡느님
- 진짜사나이300(MBC)

### 게임
- 코어 마스터즈(소프트빅뱅) - 요르크
- 블레이드 앤 소울(NC SOFT)
- 검은 사막(펄어비스)
- 애스커(네오위즈)
- 로도스도 전기 온라인(엘엔케이 로직코리아)
- 명장의 조건(이엔피 게임즈)
- 슈퍼스타 파이터(드래곤플라이) - 존슨
- 세인트 세이야 온라인(세가 퍼플리싱 코리아)
- 요괴워치(닌텐도 코리아)
- 던전 앤 파이터(네오플)
- 프리스타일 풋볼Z(조이시티) - 진
- 러스티 블러드(Smilegate Megaport) - 가디언
- 창세기전4(소프트맥스)
- KON(넷마블) - 카일
- 이데아(넷마블)
- 붉은 보석2(엘엔케이 로직코리아)
- 드래곤 히어로즈(퍼플랩)
- 무한돌파 삼국지(퍼플랩)
- 데스티니 차일드(넥스트 플로어) - 유다/바실리/멘티
- 하얀고양이 프로젝트(코로플) - 도율
- 메이플 스토리2(넥슨)
- 섀도우 버스(cygames)
- 리니지2 레볼루션(넷마블)
- 하이퍼 유니버스(씨웨이브 소프트)